# Erik Norlander
Erik Norlander (Hollywood, 1967) è un compositore, tastierista e polistrumentista statunitense.
Nonostante sia un polistrumentista, nella quasi totalità delle sue produzioni esegue solamente le parti di tastiera. Si descrive come un tastierista, compositore, produttore ed ingegnere. Norlander collabora anche alla produzione degli album della moglie Lana Lane ed è il tastierista dei Rocket Scientists. Ha anche un omonimo progetto solista di genere progressive rock, dove spesso abbiamo collaborazioni con artisti esterni come Tony Franklin al basso (Whitesnake, Blue Murder), il chitarrista e compositore Arjen Anthony Lucassen  (Ayreon, Stream of Passion, Star One, Ambeon, Vengeance), Greg Ellis e Vinny Appice (Black Sabbath, Dio) alle percussioni e Cameron Stone al cello. Fra i cantanti che hanno figurato nel suo progetto solista abbiamo Glenn Hughes (Deep Purple), Lana Lane, Edward Reekers (Kayak) e Robert Soeterboek (spesso una delle voci negli album degli Ayreon).

## Biografia e produzione artistica solista
È cresciuto a Los Angeles, ed ha studiato sia musica classica che jazz su diversi strumenti sin da giovane, durante il periodo di frequenza universitaria. Ha conseguito una laurea in Letteratura inglese.
La sua produzione artistica spazia in diversi generi. Nel 1997 ha pubblicato Threshold, un album progressive strumentale con una inclinazione all'elettronico. Alle spalle di Norlander troviamo Greg Ellis alle percussioni (Vas, Steven Steven) e Don Schiff al basso (Lana Lane, Rocket Scientists), un trio che come possibili sonorità può ricordare gli ELP, i Rush o i Cream. Tale album è stato riedito nel 2004 in una versione a due cd, Threshold Special Edition, contenente 10 bonus track ed un video in formato Quicktime dell'esecuzione di Trantor Station nel live al California ProgWest progressive music festival.
Segue poi nel 2000 la pubblicazione di Into the Sunset, un album progressive metal, con sonorità più da rock band tradizionale. In questo album si denota un marcato cambio di stile, con la presenza di una chitarra, suonata da Arjen Anthony Lucassen, e di parti vocali, interpretate da Lana Lane. Tale cambio di stile è, a detta di Norlander, dovuto alle influenze symphonic rock di gruppi come i Symphony X.
Nel 2003 Norlander registra un'opera rock, Music Machine, un concept album composto da 2 CD, che narra dell'ascesa e della caduta di una rock star geneticamente modificata. Numerose all'interno di questo album sono le collaborazioni di artisti esterni, quali Virgil Donati (Steve Vai, Planet X, Ring of Fire), Gregg Bissonette (ELO, David Lee Roth, Joe Satriani ed altri), Kelly Keeling (MSG, Blue Murder, Heaven and Earth) e molti altri ancora.
Nel 2004 pubblica Stars Rain Down, un live album del suo tour in Europa, registrato fra il 2001 ed il 2003, supportato da un gruppo rock fra i cui componenti spiccano nuovamente Kelly Keeling e Lana Lane.
Sempre nel 2004 ha pubblicato un album di genere elettronico, Seas of Orion, commissionatogli dal Ducth Alfa Centauri Electronic Music Festival, festival dove ha anche eseguito per la prima volta detto album. In Seas of Orion troviamo la presenza di soli sintetizzatori e percussioni, mentre vi è la totale assenza di chitarra, voce, pianoforte e organo.
Nel 2006 pubblica il suo primo DVD, Erik Norlander and Friends - Live in St. Petersburg, contenente 90 minuti di concerto più 45 minuti di un documentario “The Road to Russia”, dove Norlander viene seguito nel suo tour negli Stati Uniti ed in Europa nei tre mesi antecedenti il concerto finale a San Pietroburgo.

## Discografia

### Erik Norlander

#### Album studio
- Threshold (1997)
- Into the Sunset (2000)
- Music Machine (2003)
- Seas of Orion (2004)
- Hommage Symphonique (2006)

### Rocket Scientists

#### Album studio
- Earthbound (1993)
- Brutal Architecture (1995)
- Oblivion Days (1999)
- Revolution Road (2006)

### Lana Lane

#### Album studio
- Love is an Illusion (1995)
- Curious Goods (1996)
- Garden of the Moon (1998)
- Queen of the Ocean (1999)
- Secrets of Astrology (2000)
- Project Shangri-La (2002)
- Winter Sessions (2003)
- Lady Macbeth (2005)
- Gemini (2006)

## Videografia

### Erik Norlander
- Erik Norlander and Friends - Live in St. Petersburg (2006)